# Whitwell-on-the-Hill
Whitwell-on-the-Hill – osada w Anglii, w hrabstwie North Yorkshire, w dystrykcie (unitary authority) North Yorkshire. Leży 19 km na północny wschód od miasta York i 291 km na północ od Londynu.